# Горан Симов
Горан Симов (Београд, 31. март 1975) је српски фудбалски тренер и бивши фудбалски голман.

## Каријера
У млађим категоријама је играо у Црвеној звезди и у Радничком из Нове Пазове. Професионалну каријеру је започео 1995. у Чукаричком. 1998. је прешао у ФК Могрен и након полусезоне у Могрену, отишао у Раднички Ниш. Јануара 2000. из Радничког прелази у београдски Милиционар. У јануару 2001. потписује уговор са Обилићем, а 2004. одлази на позајмицу у Хајдук Београд. Од 2005. до 2008. је наступао за ФК Македонија Ђорче Петров, а 2008. прелази у Силекс Кратово. Из Силекса је 2010. прешао у ФК Вардар, затим је од 2010. до 2011. играо за албански Билис Балш, а 2011. се враћа у Вардар.

## Успеси
Македонија Ђ. П.
- Куп Македоније

Освајач купа 2006.